# Pfarrkirche Neukirchen am Großvenediger

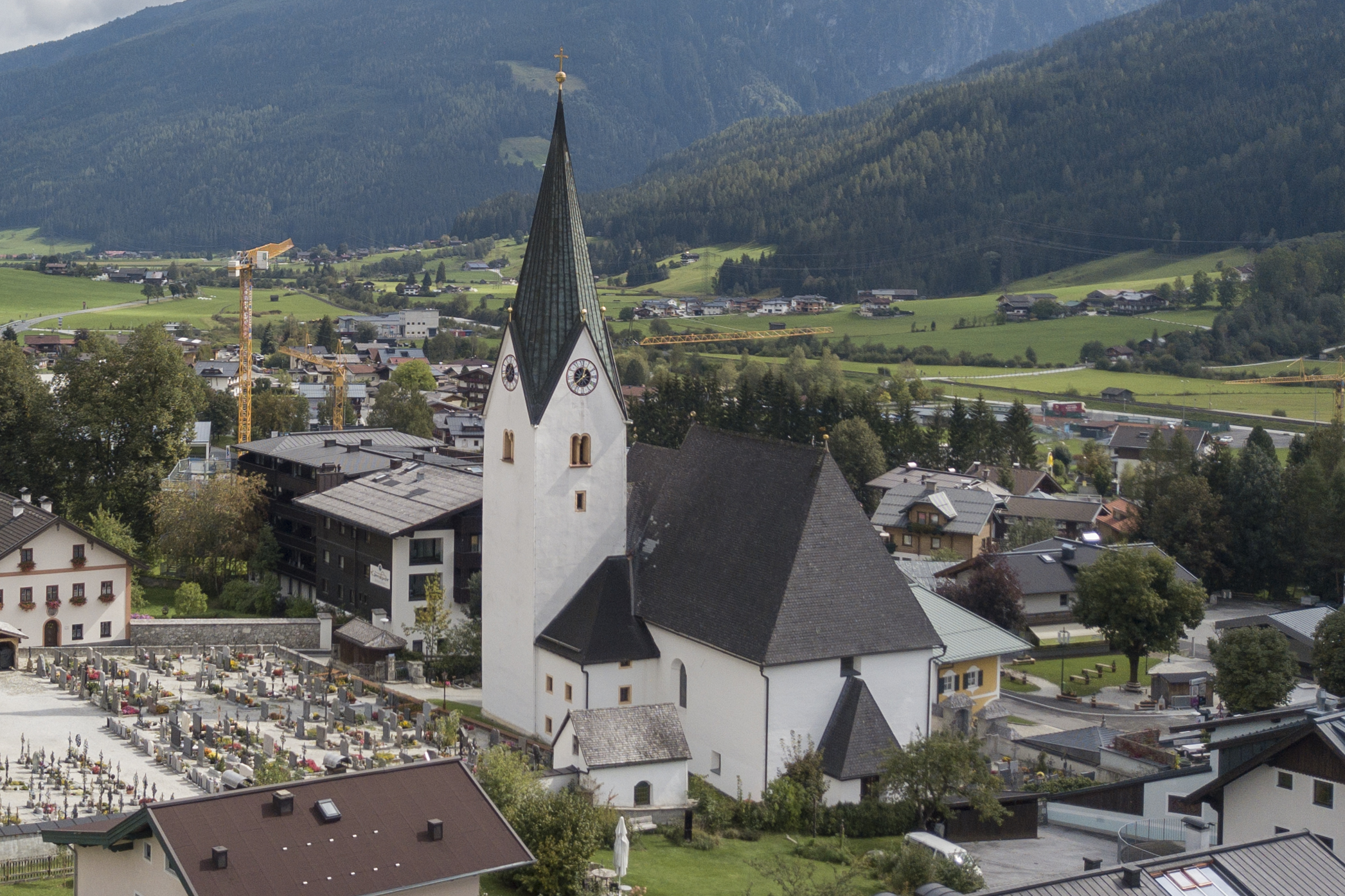
Katholische Pfarrkirche hl. Johannes der Täufer in Neukirchen am Großvenediger

Die römisch-katholische Pfarrkirche Neukirchen am Großvenediger steht in der Dorfmitte der Marktgemeinde Neukirchen am Großvenediger im Bezirk Zell am See im Land Salzburg. Die dem Patrozinium des Heiligen Johannes des Täufers unterstellte Pfarrkirche gehört zum Dekanat Stuhlfelden in der Erzdiözese Salzburg. Die Kirche steht unter Denkmalschutz (Listeneintrag).

## Geschichte
Urkundlich wurde 1243 eine Kirche genannt. 1859 wurde die Kirche zur Pfarrkirche erhoben. 1955 wurde die Kirche restauriert.

## Architektur
Die gotische einschiffige Wandpfeilerkirche, im Kircheninneren barockisiert, mit einem gotischen Nordturm ist von einem Friedhof umgeben.
Das Kirchenäußere zeigt ein Langhaus unter einem Walmdach, an der Südostecke befindet sich ein breiter Strebepfeiler, im Westen und Süden hat das Langhaus spätgotische mehrfach gekehlte kielbogige Portale. Der Chor mit einem polygonalen Schluss hat einen umlaufenden Sockel. Der gotische Turm, im Kern aus dem 14. Jahrhundert, schließt nördlich am Chor an, er hat einen umlaufenden Sockel, er hat eine ungegliederte Fassade mit hochrechteckigen und kielbogenförmigen abgefasten Fenstern sowie segmentbogige Schallfenster, er trägt einen Giebelspitzhelm. Der Portalvorbau entstand 1979, daneben befindet sich eine Ölbergkapelle aus 1979 mit einer Figurengruppe aus dem 18. Jahrhundert. Westlich am Turm anschließend steht ein zweigeschoßiger Sakristeianbau, welcher 1757 erweitert wurde.
Das Kircheninnere zeigt ein dreijochiges Langhaus aus dem späten 14. Jahrhundert unter einem Netzrippengewölbe, die Rippen wurden 1781 abgeschlagen, das Langhaus wurde um 1500 unter Beibehaltung der seitlichen Mauern über breite Innenpfeiler mit vorgelegten Runddiensten eingezogen. Die zweigeschoßige Westempore zeigt auf der unteren Empore zwölf Bilder, Christus, Maria und zehn Apostel aus dem 17. Jahrhundert.
Der Triumphbogen ist spitzbogig. Der eingezogene zweijochige Chor mit einem Dreiachtelschluss hat ein Netzrippengewölbe auf Runddiensten mit Kapitell, die Rippen wurden 1781 abgeschlagen, das Portal zum Turm ist spitzbogig in einem Rundbogen, dahinter befindet sich links ein Treppenaufgang zum Eckbalkon im nördlichen ersten Chorjoch bzw. zum Turm. Das Turmerdgeschoß hat ein Tonnengewölbe.
Die Deckenmalerei zeigt Mariä Himmelfahrt von Wolfram Köberl 1955. Die Glasmalereien aus 1911 zeigen die Heiligen Elisabeth, Antonius von Padua, Aloysius, Agnes, Wendelin, Notburga, Rupert und Hubertus.

## Einrichtung
Der Hochaltar aus 1781 entstand nach einem Entwurf von Johann Michael Greiter mit dem Bildhauer Josef Mayr, er trägt die Figur Madonna mit Kind um 1500 und das Oberbild hl. Johannes der Täufer in der Wüste, er trägt darüber eine Dreifaltigkeitsgruppe und die Figuren der Heiligen Dominikus und Katharina von Siena und die Figuren der Heiligen Georg und Florian über den Opfergangsportalen, alle um 1780.
Die Seitenaltäre und der Tabernakel entstanden um 1780. Der linke Seitenaltar zeigt das Altarblatt hl. Anna und das Oberbild hl. Josef von Joseph Ramsperger 1783 und trägt die Konsolfiguren der Heiligen Margareta und Barbara aus dem 19. Jahrhundert. Der rechte Seitenaltar zeigt das Altarblatt der Heiligen Sebastian, Jakob und Leonhard und das Oberbild hl. Antonius von Padua um 1780 und trägt die seitlichen Konsolfiguren der Heiligen Thomas und Johannes Nepomuk aus dem 19. Jahrhundert.
Die Orgel aus 1920 der Gebrüder Mauracher wurde 1998 durch eine Orgel von Friedrich Mertel jun. ersetzt.

## Grabdenkmäler
Außen an der Langhaussüdwand
- Grabsteine von zwei kuenburgischen Verwaltern, zu Tobias Jud gestorben 1740 und Johann Reisigl gestorben 1781.
- Priestergrabstein 1775.

Innen
- Grabstein mit einer figürlichen Reliefplatte zu Georg von Neukirchen, gestorben 1547.